# Карликовий сатиновий кріль
Карликовий сатиновий кріль — декоративна порода сатинових кролів, у яких присутній ген карликовості. Виведена шляхом схрещування спочатку сатинових і польських кроликів, а згодом ще й голландських карликових кроликів.

## Стандарти породи
Тіло мініатюрне, коротке. Ширина в плечах рівна задній частині тулуба. Голова масивна на вигляд. Високо поставлена та щільно прилягає до плечей. Очі великі. Ноги короткі, товсті, прямі. Хвостик щільно прилягає до крупа, завжди перебуває у вертикальному положенні.

## Хутро
Хутро карликових сатинових кроликів щільне й м'яке, з яскравим сатиновим або атласним блиском, притаманним усім сатиновим кролям. Шубка виблискує через те, що оболонка волосся прозора, як скло, і заломлює світло. Довжина хутра — 2,5—3 см.